# 정해은
정해은(1994년 10월 6일 ~ )은 대한민국의 배우다. 2019년 뮤지컬 '위대한 개츠비'로 데뷔했다.

## 방송
- 전국노래자랑 (2019) - 수원시 편 인기상
- 올인 (2020) - 여자 편 우승
- 헬로트로트 (2021) - Top60(55위)
- 쇼퀸 (2023) - Top30
- 아침마당 (2024) - 도전! 꿈의 무대, 9587회

## 공연
- 체인징 파트너 (2018)
- 흐노니 (2018, 2019)
- 위대한 개츠비 (2019)
- 3인칭-1인칭 시점 (2021)
- 사또의 딸을 가져라 (2022)